# Baek Myeong-seon
Baek Myeong-seon (kor. 백 명선, ur. 12 lutego 1956) – południowokoreańska siatkarka, medalistka igrzysk olimpijskich i igrzysk azjatyckich.

## Życiorys
Baek wystąpiła na igrzyskach olimpijskich 1976 w Montrealu. Zagrała we wszystkich trzech meczach fazy grupowej, meczu półfinałowym oraz w wygranym pojedynku o trzecie miejsce z Węgierkami. Zdobyła brązowy medal podczas igrzysk azjatyckich 1978 w Bangkoku.